# M40 106mm無反動砲

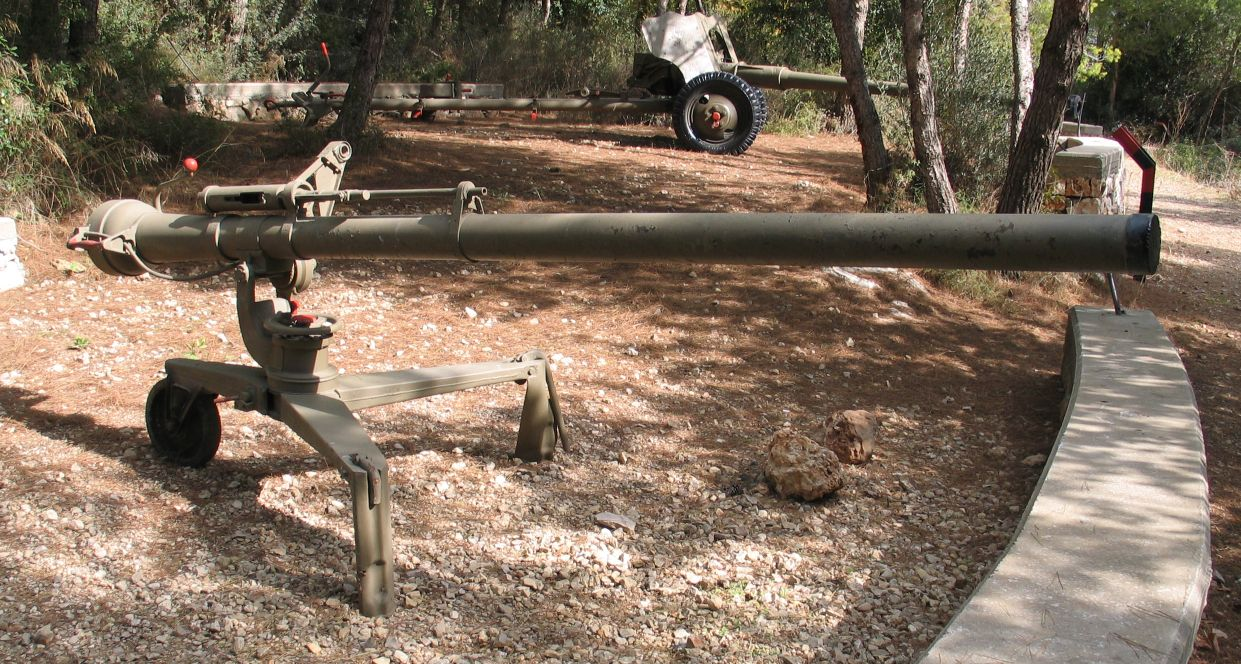
M40 106mm無反動砲
イスラエル砲兵隊博物館の展示品。

M40 106mm無反動砲（M40 106ミリむはんどうほう）は、アメリカ合衆国が開発した無反動砲である。

## 概要
M27 105mm無反動砲の改良型として開発されたもので、実口径は105mmであるが、M27との弾薬の区別のために106mm無反動砲と呼称される。車両上からの車載射撃、車両から降ろしての地上射撃が可能である。発砲時には激しい噴焔などが発生するため敵から発見されやすく、再装填の余裕に乏しい無反動砲という特性上、一発必中を期さねばならない。そこで照準器で照準したうえで、砲の上に同軸装備されるスポッティングライフル（口径：12.7mm、全長1,144mm）から曳光標定弾を発射し、その着弾地点を確認してから砲弾を発射するように運用される。
アメリカ軍では歩兵大隊の対戦車小隊に配備され、ベトナム戦争において使用されたが、後にはBGM-71 TOW対戦車ミサイルに更新された。アメリカ陸軍のみならず、日本、オーストラリアなどでも採用され、現在でも多くの国で使用されている。
M40無反動砲は日本を始め供与されたいくつかの国でライセンス所得による国産化が行われた他、イランにおいてもANTI-TANK GUN 106の名称で防衛産業機構（DIO）がその砲弾と共にコピー生産している。また、中華人民共和国においても、スポッティングライフルを含めたフルコピー品を
75式105毫米无后坐力炮の制式名で装備・生産している。

## 日本における運用
日本の陸上自衛隊においては、60式106mm無反動砲（ろくまるしき106ミリむはんどうほう）としてライセンス生産され、砲および砲架は日本製鋼所、スポッティングライフルは豊和工業で製造された。
主に近距離対戦車兵器として師団対戦車隊、普通科部隊に配備されたが、87式対戦車誘導弾や01式軽対戦車誘導弾などの配備が進んだため、退役が進み、第一線装備とはなっていない。1990年（平成2年）代初頭に北部方面隊が使用していたものは87式対戦車誘導弾導入の関係で西部方面隊や中部方面隊に配置していたが、近年では西方重視の方針転換により、新規生産分の87式対戦車誘導弾が西部方面隊の普通科連隊対戦車小隊に配備され、かつ北部方面隊の60式自走106mm無反動砲が退役したため、管理替えで北部方面隊の60式自走106mm無反動砲の代替として北方の普通科連隊対戦車小隊に配備（事実上の出戻り）されている。
106mm無反動砲は重量があるため人力のみによる運用は困難で、車両搭載による運用が基本となっている。登場当時は供与品の1/4トントラック（ジープ）に搭載されていたが、73式小型トラック登場以後はそちらにも搭載された。しかし、搭載されているのは73式小型トラックの旧型だけで、新型（通称・パジェロ）に、この無反動砲は一切搭載されていない。
なお、装軌車に搭載され、自走砲化されたものが60式自走106mm無反動砲である。これに搭載されるものは基本的な構造は同じだが、車両に固定搭載させるために砲架等の変更点があるため、全く同一ではない。

## 搭載車両
M40無反動砲は、重量が200kg以上あり、他国の（カールグスタフやM67などの個人携帯用を除いた）口径90mm以上の無反動砲の砲架と比べて、車輪が一つだけであったり砲脚が門の字型であるなど、その形状は人力ないし車両による牽引に適しているとは言い難い。このため、長距離の移動は専ら車両に搭載されて行われた。
搭載される車両としてはジープ（派生型のM38A1やM151 MUTT、73式小型トラック、K-111、K-131、AIL ストームなどを含む）やランドローバー・ディフェンダー、メルセデス・ベンツ・Gクラス、トヨタ・ランドクルーザー、ハンヴィー、M274トラックなどの小型四輪軍用車両やピックアップトラックが主流である。また、モーターボートに搭載して武装舟艇としているケースもある。
装甲車両への搭載はまれであるが、アメリカと日本は専用の車体を制作してそれぞれM50オントス自走無反動砲と60式自走106mm無反動砲を生産したほか、パキスタンやレバノンにおいてはM113装甲兵員輸送車の車体上に搭載し、運用した例もある。

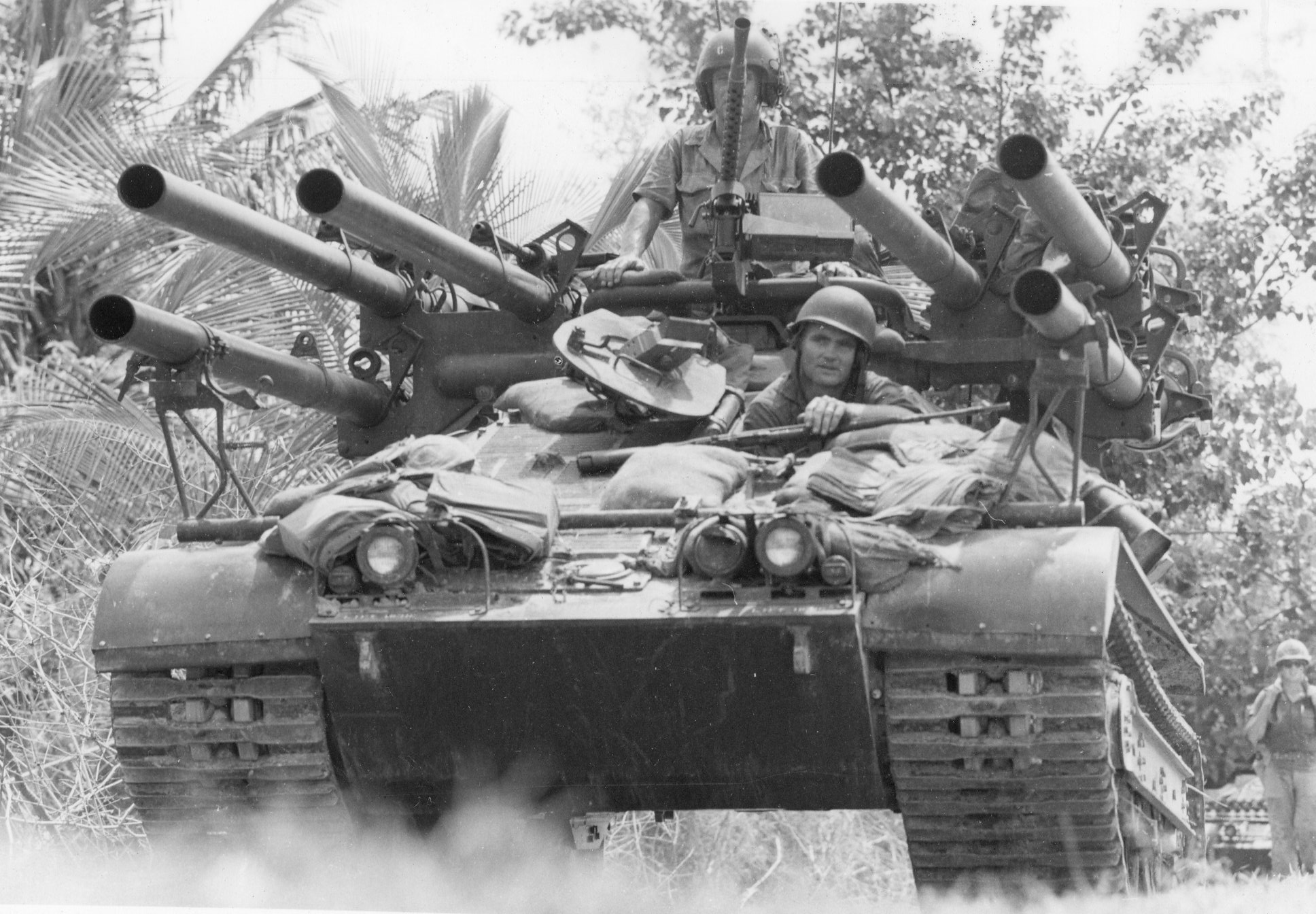
アメリカ海兵隊のM50オントス自走無反動砲。1966年、ベトナム戦争時。
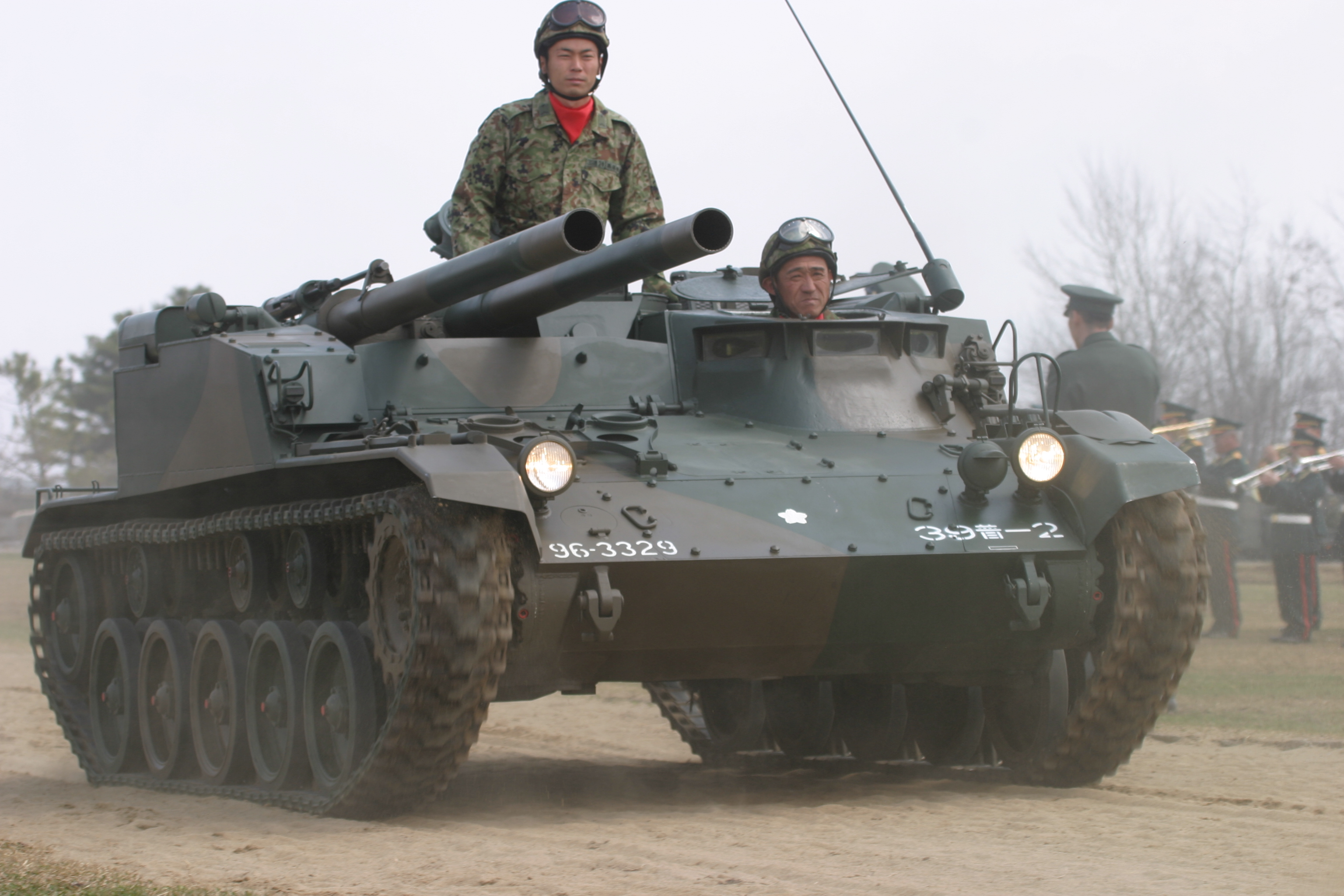
陸上自衛隊の60式自走106mm無反動砲
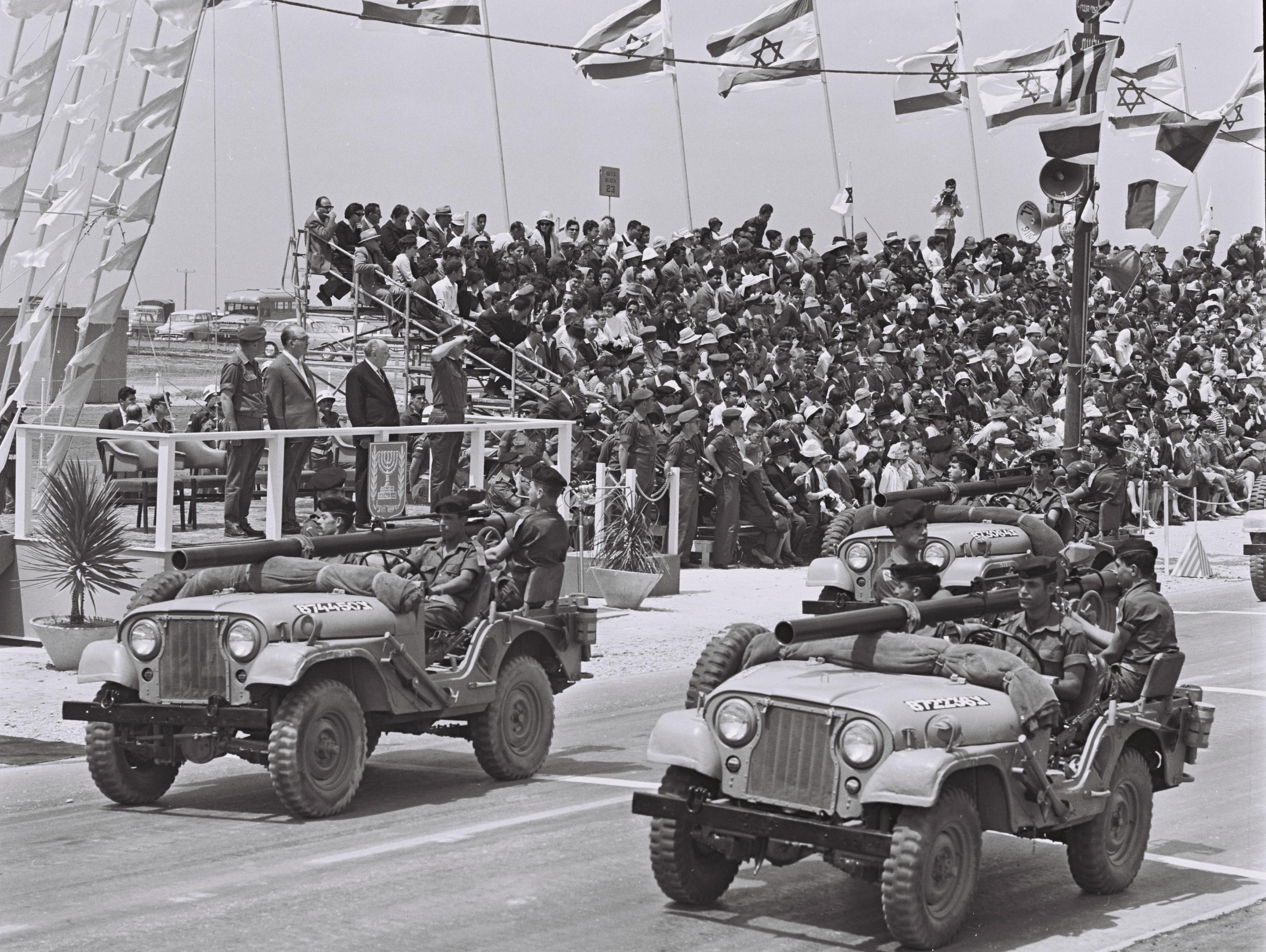
M38A1にM40を搭載したM38A1C。1964年、イスラエル陸軍。
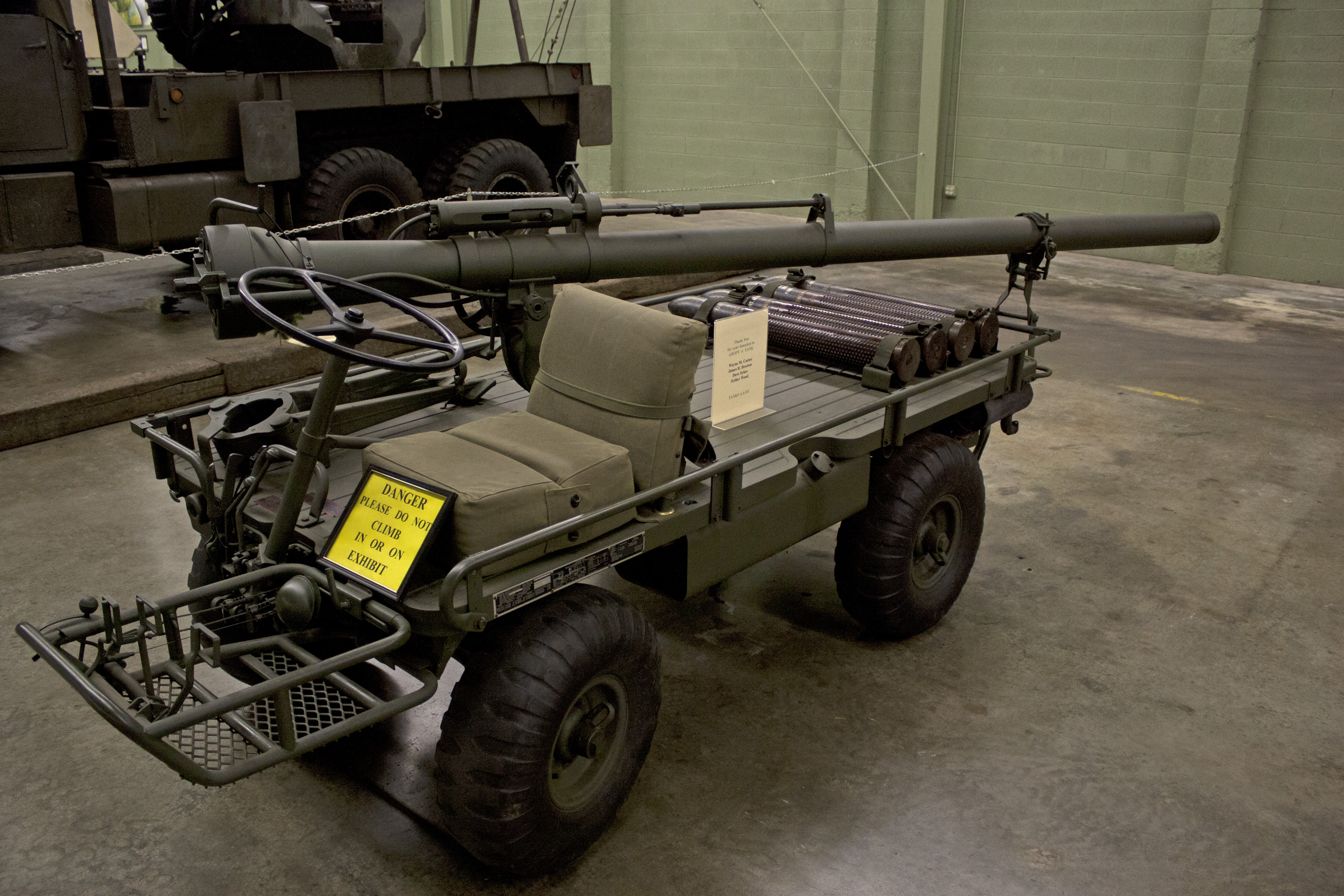
M274トラックに搭載されたM40無反動砲
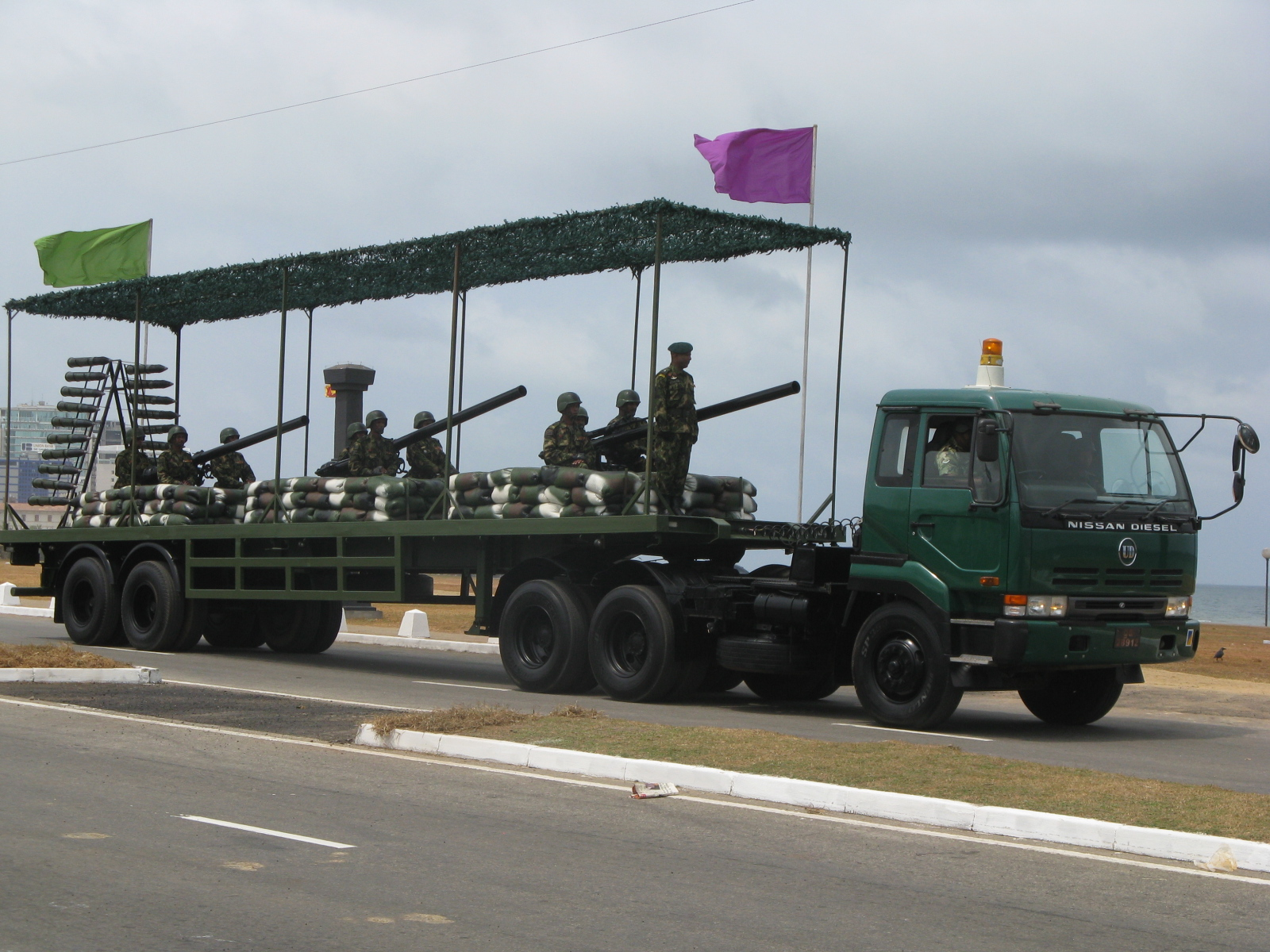
大型トレーラートラックの荷台部分にM40を複数搭載したスリランカ軍の車両。2012年の軍事パレード。
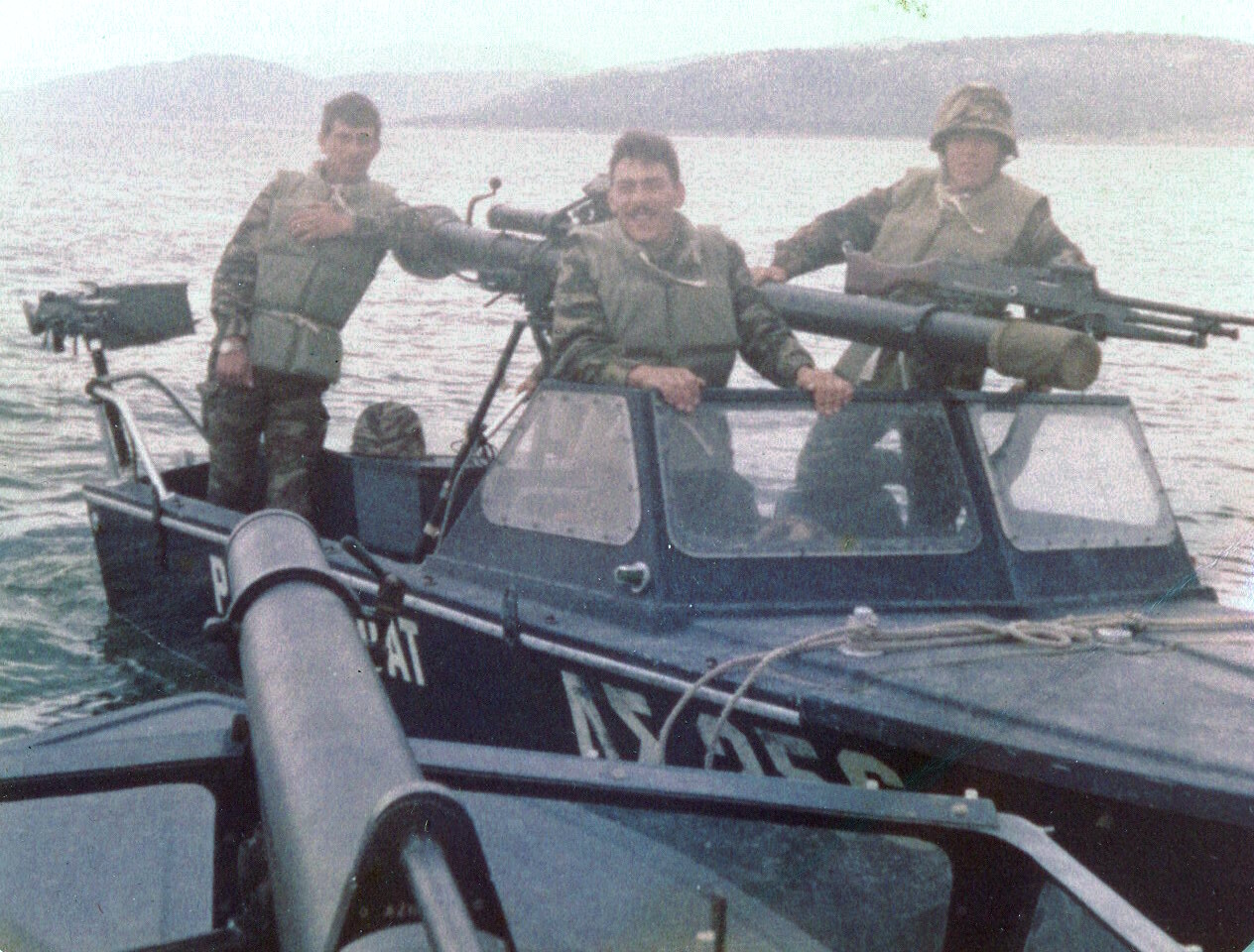
M40を搭載したギリシャのパトロール艇。

## 諸元・性能
諸元
- 種別: 無反動砲
- 口径: 105mm
- 砲身長: 31.75口径長（3,332.7mm）
- 砲身構造: 特殊鋼製
- ライフリング: 36条右回り（20口径/1回転）
- 重量: 209.5kg（三脚付き）
- 全長: 3,404 mm (134.0 in)
- 全高: 1,220 mm (48 in)

作動機構
- 砲尾: 断隔螺式 左開き式
- 反動: クロムスキット式無反動砲
- 砲架: 三脚式

性能
- 俯仰角: -17°〜+65°
-17°〜+27°（砲身後部が三脚の真上にあるとき）[3]
- 旋回角: 360°
- 初速: 503 m/s[3]
- 有効射程: 弾頭に依存
- 最大射程: 7,700m
- 発射速度: 1発/分

砲弾・装薬
- 弾薬: 完全弾薬筒（105x607mmR）
- 砲弾: #各弾種参照

運用史
- 開発国:  アメリカ合衆国
- 生産期間: 1950年代半ば-現在
- 生産者：ウォーターブリート造兵廠（アメリカ），防衛産業機構（イラン）

### 各弾種薬

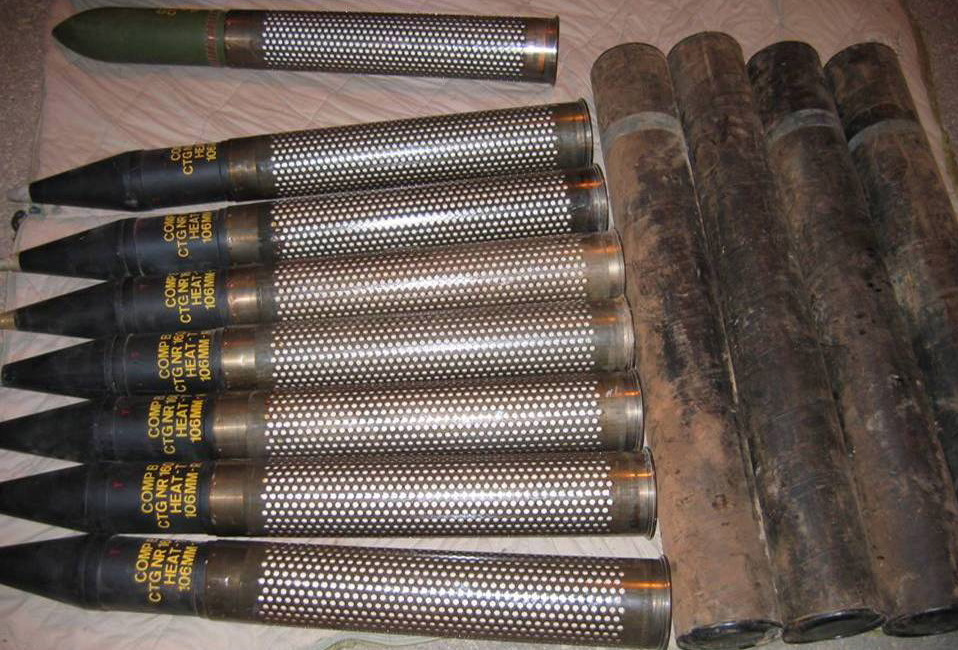
M40無反動砲の砲弾。薬莢側面には多数の小穴があけられている
2006年にイスラエル国防軍がレバノン南部に侵攻した際に、ヒズボラから鹵獲したもの。イラン製であると見られる

M40無反動砲の砲弾は固定薬莢式であり、その薬莢の側面部にはクロムスキット式無反動砲であるために無数の小さな穴があけられている。
弾頭は対装甲車両用の成形炸薬弾（HEAT）と粘着榴弾（HESHもしくはHEP）のほか、対人榴弾（High Explosive Anti-Personal）とフレシェット弾も用意されている。
| 製造国         | 名前    | 種類         | 弾頭重量 | 有効射程 | 貫徹能力（RHA換算） |
| -------------- | ------- | ------------ | -------- | -------- | ------------------- |
| アメリカ合衆国 | M344A1  | HEAT         | 7.96 kg  | 1,350m   | 400mm以上           |
| アメリカ合衆国 | M346A1  | HEP-T        | 7.96 kg  | n/a      | n/a                 |
| アメリカ合衆国 | M581    | フレシェット | 9.89 kg  | 300m     | n/a                 |
| フランス       | NR 160  | HEAT-T       | n/a      | n/a      | n/a                 |
| フランス       | NR 483  | フレシェット | n/a      | n/a      | n/a                 |
| フランス       | NR 601  | HESH-T       | 7.8 kg   | n/a      | n/a                 |
| スペイン       | M-DN11  | HEAP         | 3.6 kg   | 1,500m   | n/a                 |
| イタリア       | PFF     | HE           | 9.89 kg  | n/a      | n/a                 |
| スウェーデン   | 106 3A  | HEAT-T       | 5.5 kg   | 2,000m   | 700mm以上           |
| オーストリア   | RAT 700 | HEAT         | 5.0 kg   | n/a      | 700mm以上           |

## 運用国

### 現用
- アンゴラ - 2024年時点で、アンゴラ陸軍が100門のM40（稼働状態は疑問）を保有[4]。
- バングラデシュ - 2024年時点で、バングラディシュ陸軍が238門のM40A1を保有[5]。
- バーレーン - 2024年時点で、バーレーン陸軍が25門のM40A1を保有[6]。
- ボリビア - 2024年時点で、ボリビア陸軍が数量不詳のM40A1を保有[7]。
- カメルーン - 2024年時点で、カメルーン陸軍が40門のM40A2を保有[8]。
- 中央アフリカ - 2024年時点で、中央アフリカ陸軍が14門のM40（稼働状態は疑問）を保有[9]。
- チャド - 2024年時点で、チャド陸軍が数量不詳のM40A1を保有[10]。
- チリ - 2024年時点で、チリ陸軍が213門のM40A1を保有[11]。
- コロンビア - 2024年時点で、コロンビア陸軍が73門のM40A1を保有[12]。
- コートジボワール - 2024年時点で、コートジボワール陸軍が推定12門のM40A1を保有[13]。
- キプロス - 2024年時点で、キプロス国家守備隊が144門のM40A1を保有[14]。
- コンゴ民主共和国 - 2024年時点で、コンゴ民主共和国陸軍が数量不詳のM40A1を保有[15]。
- ジブチ - 2024年時点で、ジブチ陸軍が16門のM40A1を保有[16]。
- ドミニカ共和国 - 2024年時点で、ドミニカ共和国陸軍が20門のM40A1を保有[17]。
- エルサルバドル - 2024年時点で、エルサルバドル陸軍が20門のM40A1（うち自走型16門）を保有[18]。
- ガボン - 2024年時点で、ガボン陸軍が数量不詳のM40A1を保有[19]。
- ギリシャ - 2024年時点で、ギリシャ陸軍が687門のM40A1（自走型）を保有[20]。
- グアテマラ - 2024年時点で、グアテマラ陸軍が56門のM40A1を保有[21]。
- ホンジュラス - 2024年時点で、ホンジュラス陸軍が50門のM40A1を保有[22]。
- インド - 2024年時点で、インド陸軍が3000門以上のM40A1を保有[23]。
- インドネシア - 2024年時点で、インドネシア陸軍が数量不詳のM40A1を保有[24]。
- イラン - 2024年時点で、イラン陸軍が推定200門のM40を保有[25]。
- 韓国 - 2024年時点で、大韓民国陸軍が数量不詳のM40A2を保有[26]。
- ラオス - 2024年時点で、ラオス陸軍が数量不詳のM40を保有[27]。
- レバノン - 2024年時点で、レバノン陸軍が113門のM40A1を保有[28]。
- レソト - 2024年時点で、レソト陸軍が6門のM40を保有[29]。
- マダガスカル - 2024年時点で、マダガスカル陸軍が数量不詳のM40A1を保有[30]。
- メキシコ - 2024年時点で、メキシコ陸軍が1187門以上のM40A1（自走型を含む）、メキシコ海兵隊が数量不詳のM40A1を保有[31]。
- モーリタニア - 2024年時点で、モーリタニア陸軍が数量不詳のM40A1を保有[32]。
- モロッコ - 2024年時点で、モロッコ陸軍が350門のM40A1を保有[33]。
- ミャンマー - 2024年時点で、ミャンマー陸軍が数量不詳のM40A1を保有[34]。
- ニジェール - 2024年時点で、ニジェール陸軍が8門のM40を保有[35]。
- ナイジェリア - 2024年時点で、ナイジェリア陸軍が数量不詳のM40A1を保有[36]。
- パキスタン - 2024年時点で、パキスタン陸軍が数量不詳のM40A1を保有[37]。
- ペルー - 2024年時点で、ペルー陸軍とペルー海兵隊が数量不詳のM40A1を保有[38]。
- フィリピン - 2024年時点で、フィリピン陸軍が数量不詳のM40A1を保有[39]。
- ポルトガル - 2024年時点で、ポルトガル陸軍が数量不詳のM40A1を保有[40]。
- サウジアラビア - 2024年時点で、サウジアラビア陸軍とサウジアラビア国家警備隊が数量不詳のM40A1を保有[41]。
- シンガポール - 2024年時点で、シンガポール陸軍が90門のM40A1を保有[42]。
- 南アフリカ共和国 - 2024年時点で、南アフリカ陸軍が数量不詳のM40A1（自走型を含む）を保有[43]。
- スリランカ - 2024年時点で、スリランカ陸軍が推定30門のM40を保有[44]。
- スーダン - 2024年時点で、スーダン陸軍が数量不詳のM40A1を保有[45]。
- スリナム - 2024年時点で、スリナム陸軍が数量不詳のM40A1を保有[46]。
- 中華民国 - 2024年時点で、中華民国陸軍が500門のM40A1を保有[47]。
- タイ - 2024年時点で、タイ王国陸軍が150門のM40を、タイ王国海兵隊が数量不詳のM40A1（自走型）を保有[48]。
- トルコ - 2024年時点で、トルコ陸軍が数量不詳のM40A1を保有[49]。
- ウルグアイ - 2024年時点で、ウルグアイ陸軍が69門のM40A1を保有[50]。
- ベネズエラ - 2024年時点で、ベネズエラ陸軍が175門のM40A1を、ベネズエラ海兵隊が数量不詳のM40A1を保有[51]。

## ギャラリー

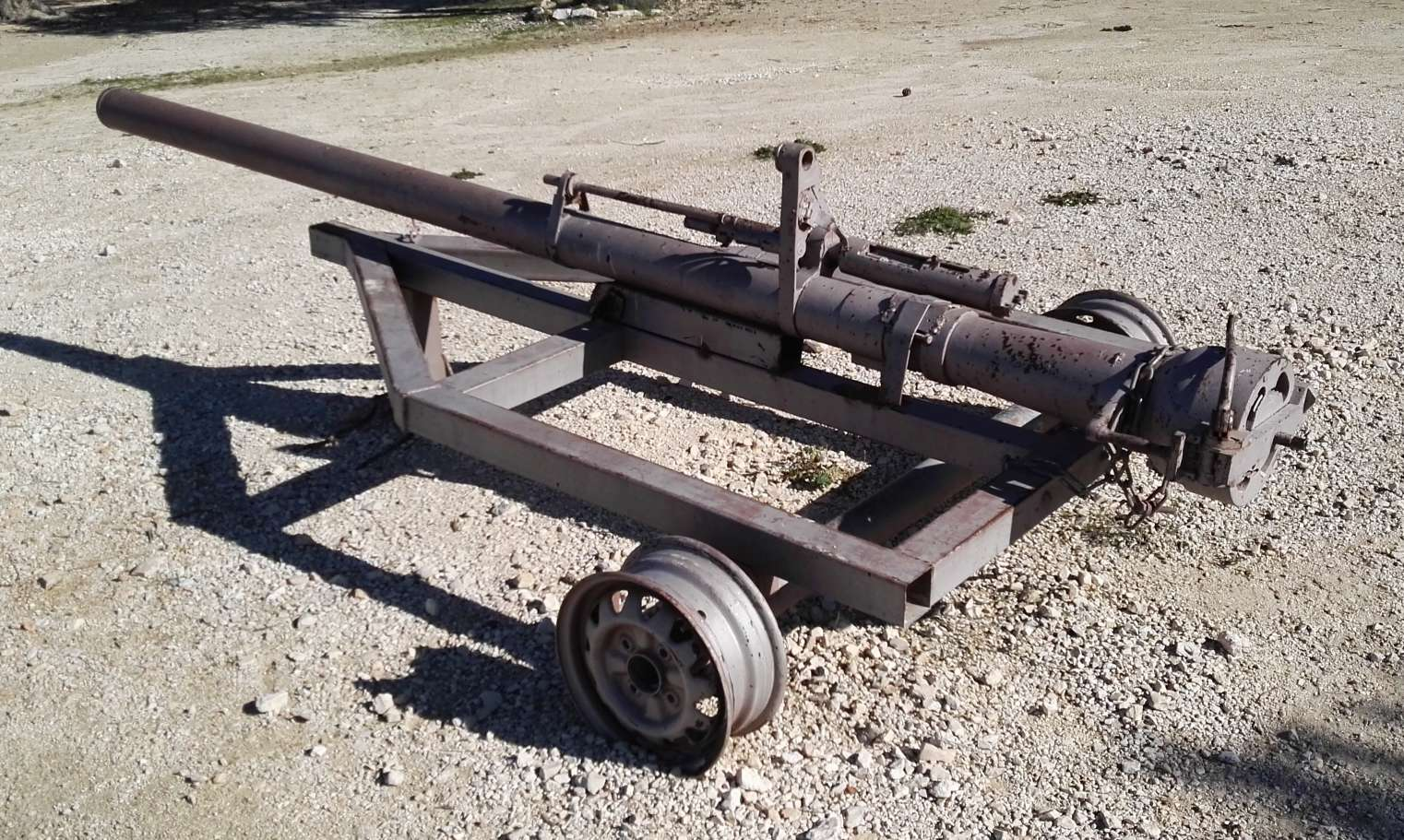
イスラエル、弾薬の丘（英語版）に展示されているM40無反動砲
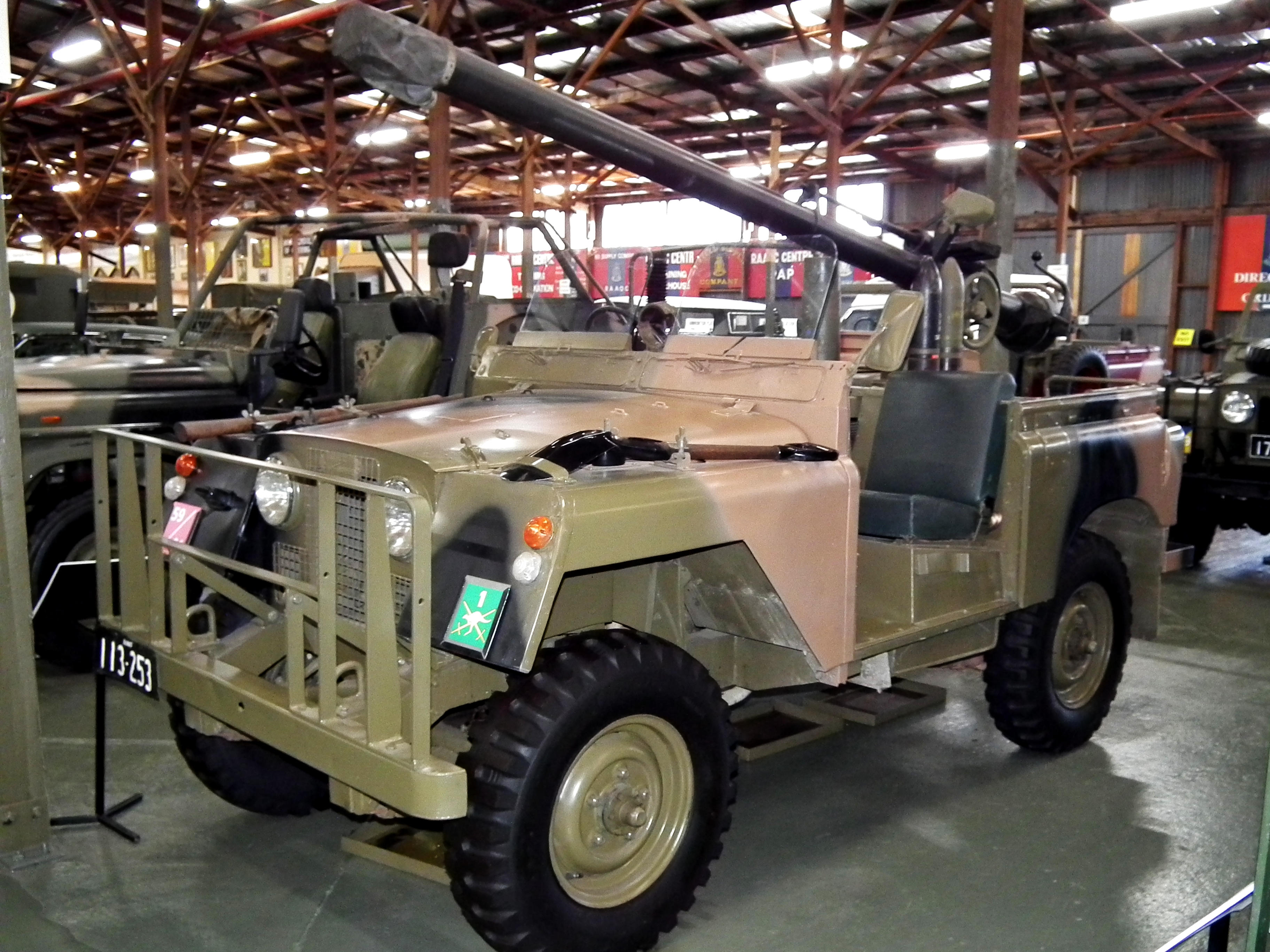
M40無反動砲を搭載したランドローバー・シリーズⅡA。オーストラリアの博物館。
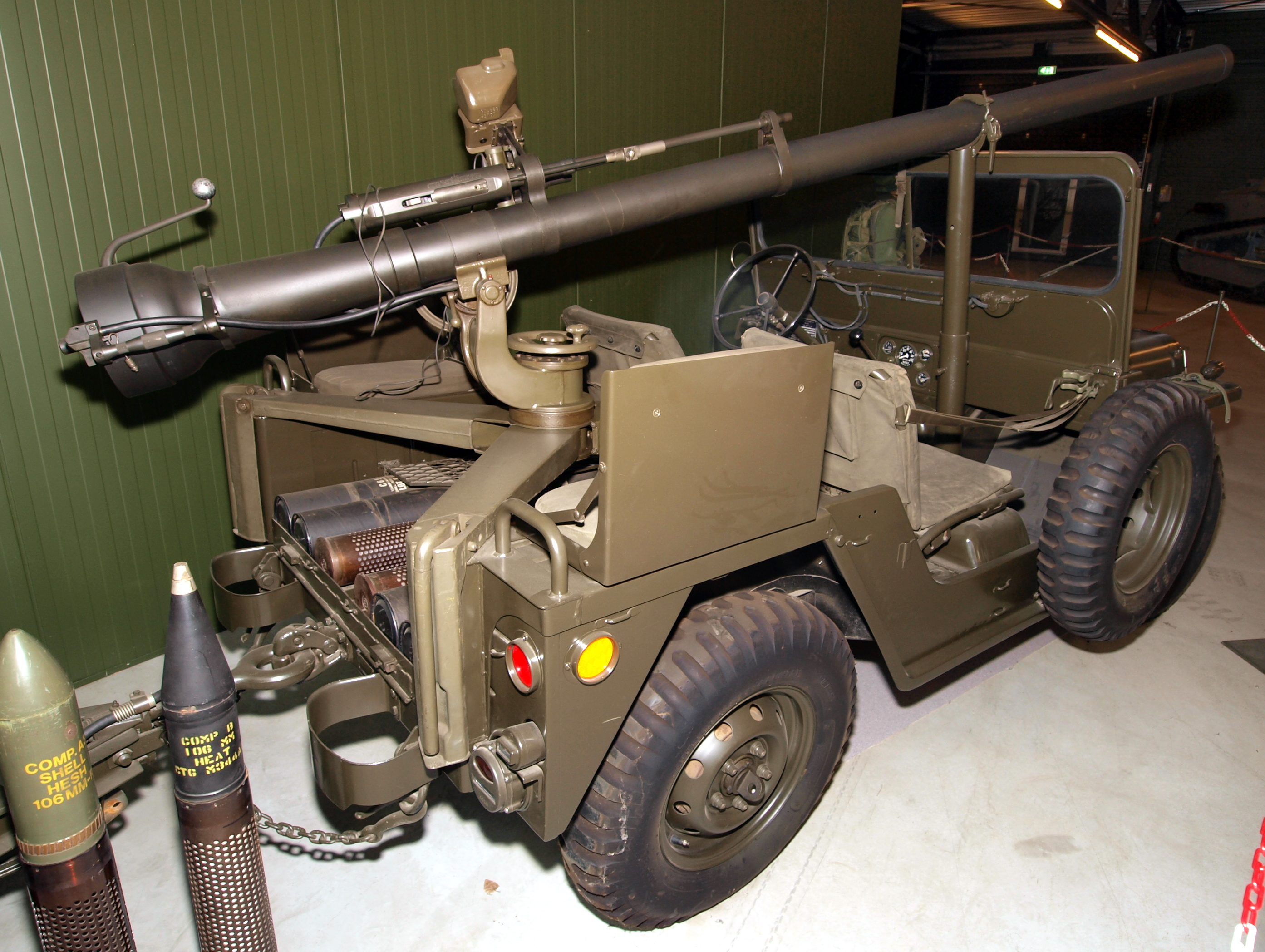
M40無反動砲を搭載したM151
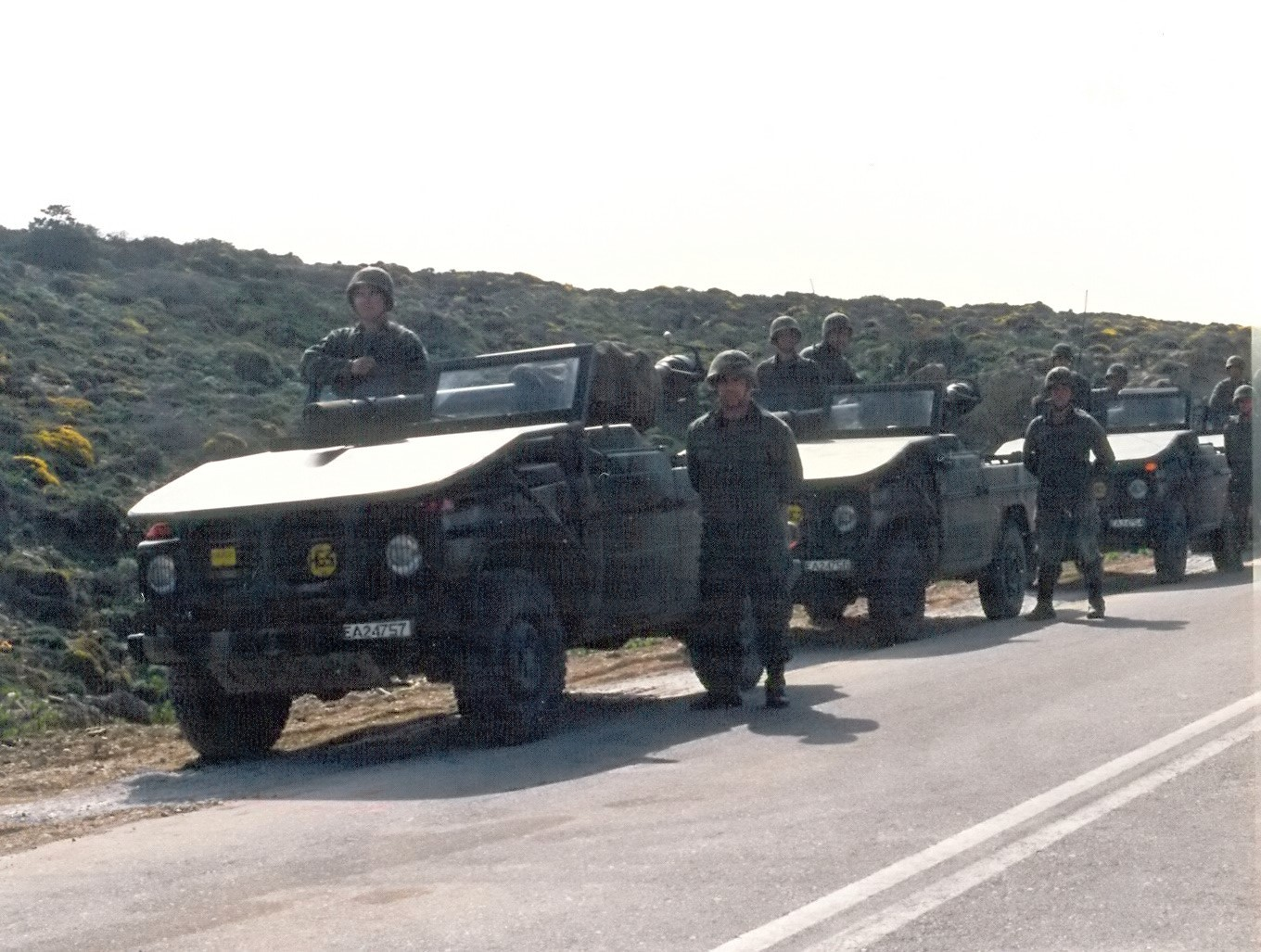
M40無反動砲を搭載した、ギリシャ陸軍のメルセデス・ベンツ・Gクラス 車両のボンネット上部には、無反動砲発射時の発砲炎からエンジンを保護するための金属板が設置されている
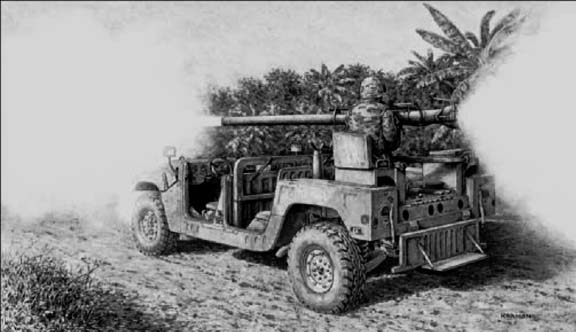
ハンヴィーに搭載され、発砲するM40無反動砲
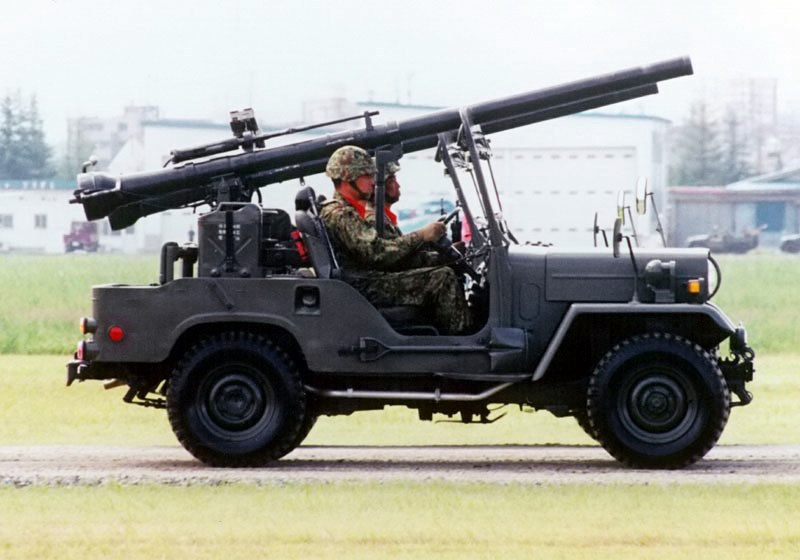
60式106mm無反動砲（73式小型トラックに搭載・2両が重なっている）
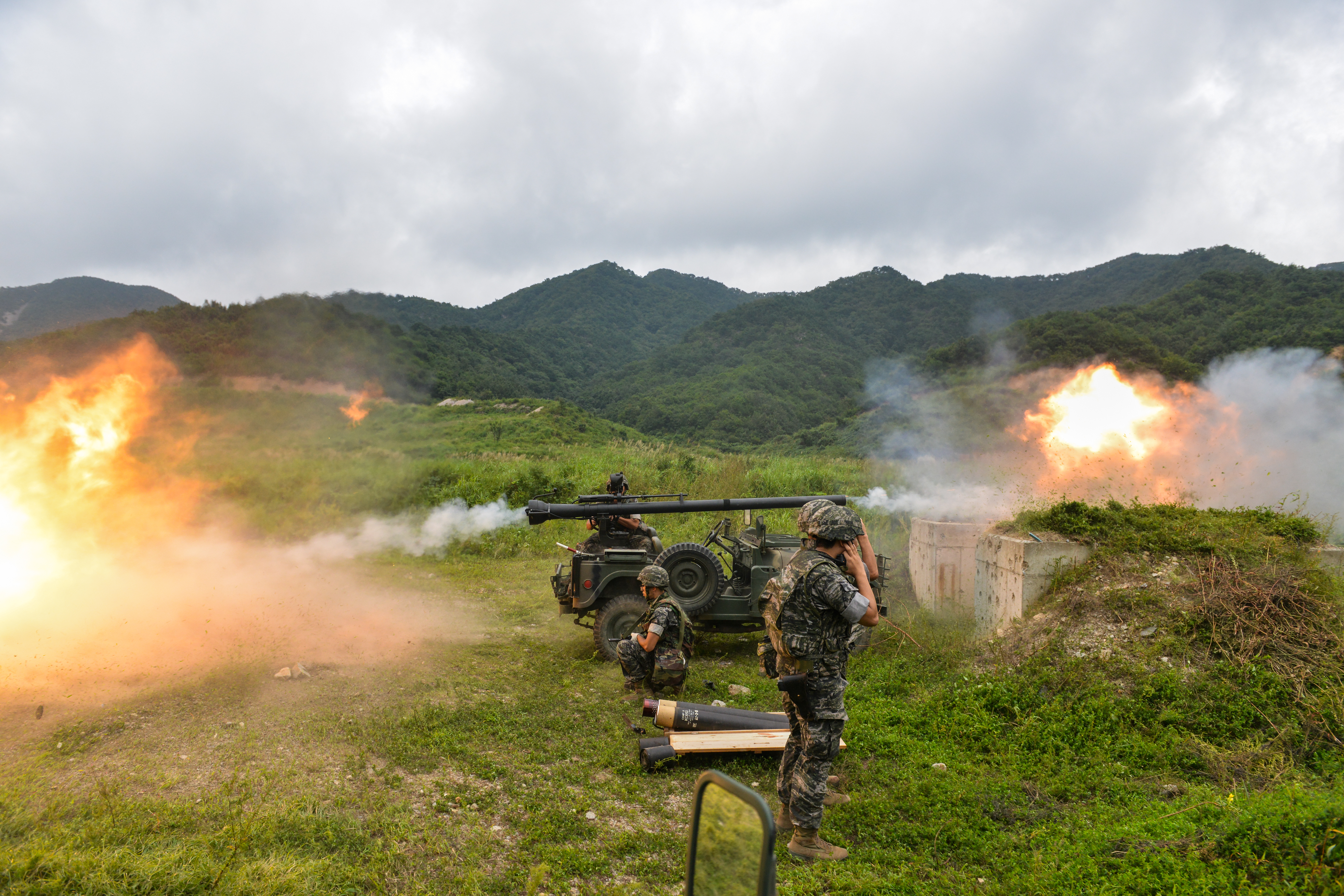
韓国海兵隊第1海兵師団所属のK-116（M40を搭載したK-111）、訓練での発射時の様子。2015年。
砲弾を装填している、ギリシャ陸軍のM40無反動砲
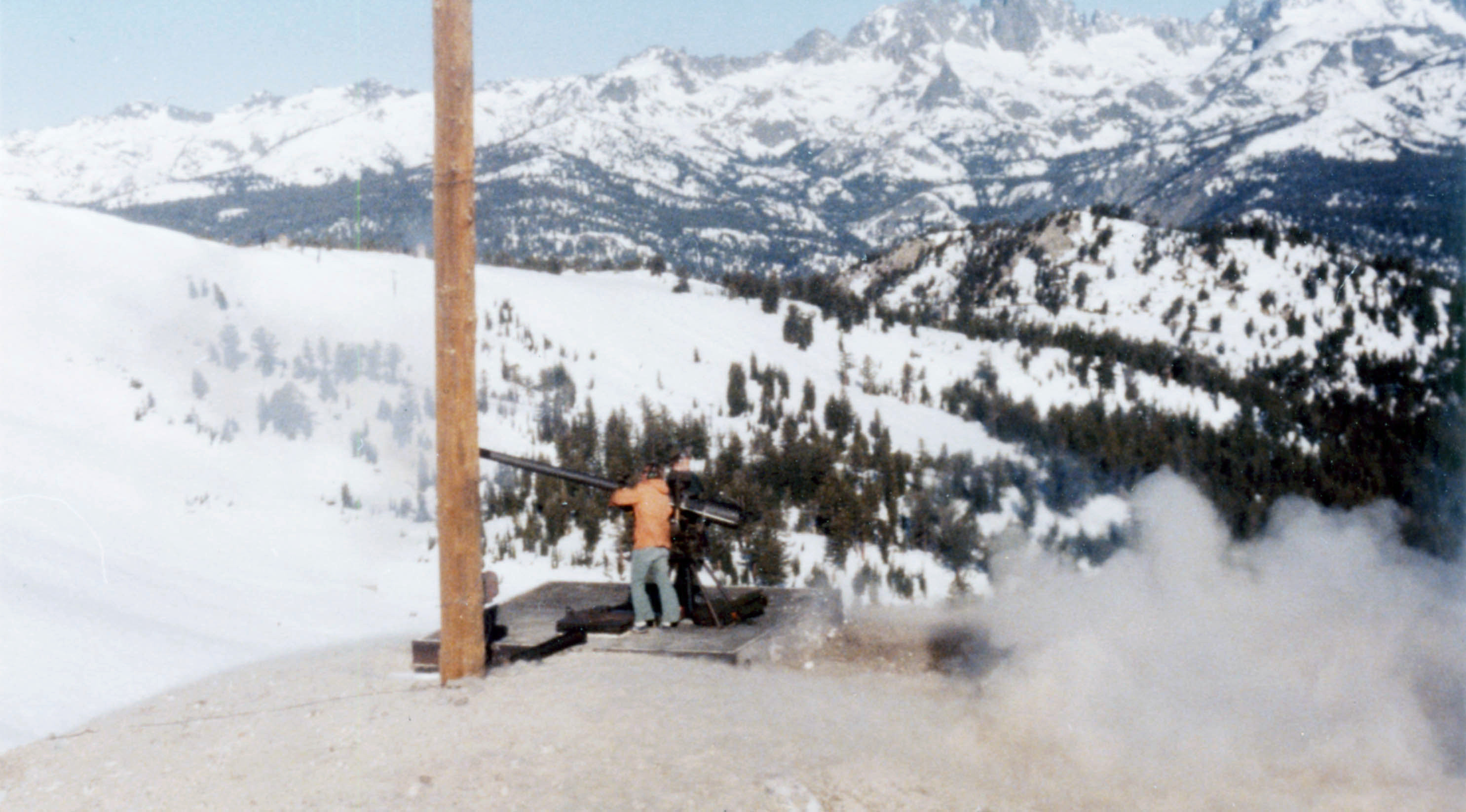
アメリカのインヨ国立森林公園のマンモス山では、農務省林野局の職員がM40無反動砲を使ってアバランチコントロール（雪崩制御）を行っている

## 登場作品

### 映画・オリジナルビデオ
『SFX巨人伝説ライン』
第13話に陸上自衛隊のものが登場。73式小型トラックに搭載されており、レッドコングに対して使用される。
『ゴジラ』
陸上自衛隊のもの登場。1/4tトラックに搭載されており、ゴジラを迎撃するため74式戦車や61式戦車などと共に晴海埠頭に配備される。ただし、発砲シーンは無し。
自衛隊の協力を得ている本作であるが、実際に晴海埠頭に持っていくことはできないため、埠頭での展開シーンで登場する1/4tトラックに搭載されているものは撮影用プロップである。
『フィアーズ・オブ・ウォー』
アメリカ海兵隊のものが登場。M151に搭載されており、テト攻勢におけるフエ市での戦闘にて、建物内にいるベトコンに対して使用される。
『フランケンシュタインの怪獣 サンダ対ガイラ』
陸上自衛隊のものが登場。1/4tトラックに搭載されており、61式戦車等と共にガイラへの攻撃に使用されるが、効果は薄かった。
ミニチュアと撮影用プロップと共に、陸上自衛隊の協力で実物が撮影に使用されており、実際の射撃シーンが映されている。この作品の映像は、『地球攻撃命令 ゴジラ対ガイガン』『ゴジラ対メガロ』にライブフィルムとして使われているほか、本作に使われたミニチュアは『キングコングの逆襲』でも使われ、一瞬だけ登場している。

### 漫画
『戦国自衛隊』
戦国時代にタイムスリップした自衛隊の装備の1つとして、1/4tトラックに搭載されたものが1門登場。
『レイドオントーキョー』
陸上自衛隊のものが登場。新潟に侵攻したソ連軍のT-80に対して使用されるが、爆発反応装甲で攻撃が無力化された上、反撃を受けて撃破されてしまう。

### 小説
『海の底』
陸上自衛隊のものが登場。横須賀市に出現したレガリスを駆除するために小型トラックに搭載して使用され、旧式だが威力は十分であり、それまで重火器を装備しない警察に対して優勢だったレガリスを後退させる。

### ゲーム
『Wargame Red Dragon』
NATO陣営のアメリカ軍デッキ、自衛隊デッキで使用可能な対戦車兵器として登場する。アメリカ軍デッキのM50 オントスにA1が、自衛隊デッキの三菱・ジープに搭載されている。
『War Thunder』
日本ツリーの駆逐戦車「Type 60 SPRG」の装備として登場。また、1.71にてアメリカツリーの「M50 Ontos」「T114」の装備として登場。